# William Baylis
William Henry Baylis (São Francisco, 15 de abril de 1962) é um velejador estadunidense, medalhista olímpico. Ele competiu nos Jogos Olímpicos de Verão de 1988 na classe Soling e conquistou a medalha de prata, ao lado de John Kostecki e Robert Billingham. Em 1985 ficaram em terceiro lugar em Sarnia antes de ganharem o título em 1986 em La Trinité-sur-Mer e 1988 em Melbourne. Nesse meio tempo, eles ganharam a prata em Kiel em 1987.
Após os Jogos Olímpicos, Baylis inicialmente mudou para o windsurf antes de retornar à vela em classes de barcos maiores no final dos anos 1990. Baylis, que também estudou engenharia, navegou, dentre outros, na Louis Vuitton Cup.